# Sveti Ivan Zelina
Sveti Ivan Zelina ist eine Stadt im nördlichen Teil Kroatiens, die zur Gespanschaft Zagreb gehört. Sie liegt 37 km nordöstlich von Zagreb. Nach der Volkszählung von 2021 zählt die Gemeinde Sveti Ivan Zelina 15.959, die Stadt selbst 2598 Einwohner.

## Gliederung
Die Stadt gliedert sich in folgende Ortschaften (mit Einwohnerzahlen gemäß Census 2011):
| - Banje Selo, 106 - Berislavec, 46 - Biškupec Zelinski, 988 - Blaškovec, 577 - Blaževdol, 433 - Breg Mokrički, 45 - Brezovec Zelinski, 167 - Bukevje, 84 - Bukovec Zelinski, 413 - Bunjak, 133 - Curkovec, 88 - Črečan, 167 - Donja Drenova, 308 - Donja Topličica, 68 - Donja Zelina, 847 - Donje Orešje, 502 - Donje Psarjevo, 311 - Dubovec Bisaški, 86 - Filipovići, 70 - Goričanec, 77 - Goričica, 370 - Gornja Drenova, 322 - Gornja Topličica, 157 - Gornje Orešje, 251 | - Gornje Psarjevo, 467 - Gornji Vinkovec, 66 - Hrastje, 193 - Hrnjanec, 409 - Kalinje, 236 - Keleminovec, 116 - Kladešćica, 0 - Komin, 250 - Krečaves, 256 - Križevčec, 100 - Laktec, 175 - Majkovec, 194 - Marinovec Zelinski, 73 - Mokrica Tomaševečka, 40 - Nespeš, 338 - Novakovec Bisaški, 30 - Novo Mjesto, 147 - Obrež Zelinski, 64 - Paukovec, 342 - Polonje, 344 - Polonje Tomaševečko, 42 - Prepolno, 71 - Pretoki, 295 - Radoišće, 250 | - Salnik, 72 - Selnica Psarjevačka, 223 - Suhodol Zelinski, 99 - Sveta Helena, 354 - Sveti Ivan Zelina, 2598 - Šalovec, 169 - Šulinec, 214 - Šurdovec, 33 - Tomaševec, 198 - Velika Gora, 82 - Vukovje Zelinsko, 90 - Zadrkovec, 214 - Zrinšćina, 126 - Žitomir, 193 |